# 복음연합

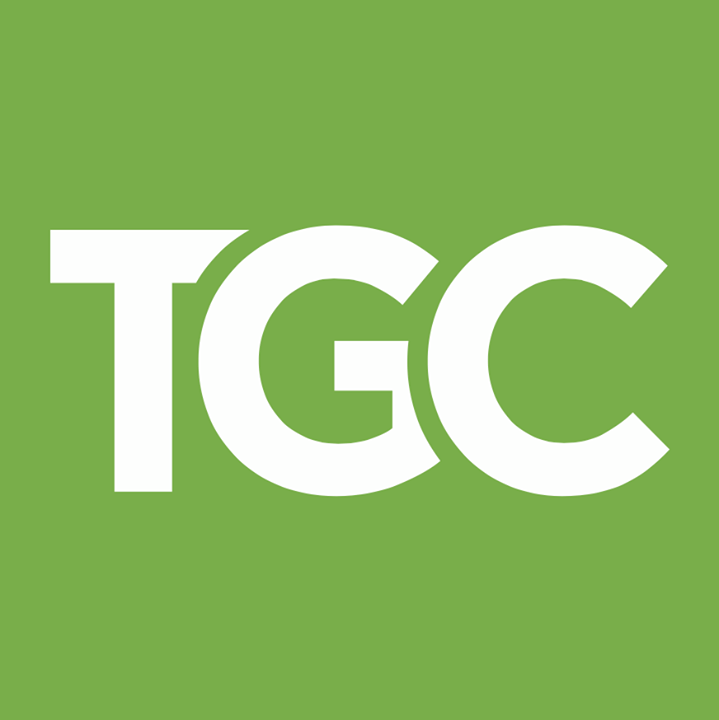

복음연합 (The Gospel Coalition )은 개혁적 복음주의 교회들을 광범위하게 포괄하는 단체로 2005년에 D. A. 카슨과 팀 켈러에 의해 창설되었다. 이 단체는 현재와 다음 세대의 기독교 지도자들이 복음중심의 원칙을 지키며 실천할 수 있도록 지원하고 교육하는 것을 사명으로 하고 있다. 주된 사역은 복음적 아티클과 영상이 매일 새롭게 게시되며 다양한 목회자와 평신도들을 위한 온라인 코스 등이 제공되는 웹사이트 운영과 격년으로 열리는 내셔널 컨퍼런스와 여성 컨퍼런스, 출판 등을 통해 이루어진다. 칼뱅주의를 주장함과 동시에 문화 변혁운동을 강조한다.

## 사역에 관하여

### 위원회 회원들
이 단체의 지도자들은 55명의 회원으로 구성되며, 대부분이 목사이다. 카슨과 켈러 외에도, 엘리스테어 베그, 브라이언 채플, 마크 데버, 케빈 드영, 리곤 던칸, 앨버트 몰러, 러셀 무어, 레이 오트룬드, 데이비드 플래트, 존 파이퍼, 필립 라이큰, 샘 스톰스등이 있다.
전 회원에는 마크 드리스콜이 있는 데, 그는 2012년 3월에 떠났으며, 조슈아 해리스는 그의 교회가 고소를 당하면서 사임하였고, C.J 마하니는 여러 가지 이유로, 대린 패트릭은 그의 교회에 의한 징계로 인해 사임하였다.

## 음모론

### '빅 이바 (Bid Eva)' 의 온상
빅 이바란 개혁주의 교단내에서 동성애옹호운동이나, 문화 마르크스주의운동을 배후에서 조종하는 자본가나 저명한 목사나 교수를 말하며, 이들이 복음연합에 대거 포진한다는 주장이다. 그들은 이 '빅 이바'들이 개혁주의 교단내에 침입하여 교단의 정치에 보이지 않게 배후로 조종하며, 이를 통하여 그들이 원하는 개혁주의의 좌경화를 선도한다는 주장이다. 그 이유로, 복음연합은 미국 대선시 민주당 후보인 힐러리 클린턴과 조 바이든을 공식적으로 지지한 것을 뽑았다.

### 사회정의의 전면화
이들은 복음연합이 사회정의라는 용어 사용에 대하여 성경적이 아니며 이것은 마르크스주의를 기독교내에 퍼뜨리려는 속셈으로 이해한다.

## 한국 지부
한국어로 활동하고 있는 복음과 도시는 복음연합의 내용을 번역하여 제공하고 있다.